# معين عبد الملك سعيد
مَعِيِن عبد الملك سَعِيِد الصَّبْرِي (1976) سياسي يمني، ورئيس وزراء اليمن السابق منذ 15 أكتوبر 2018 حتى 5 فبراير 2024، عَيَّنَهُ الرئيس اليمني رشاد محمد العليمي مساء الاثنين 5 فبراير 2024 مستشاراً له.

## السيرة الذاتية
من محافظة تعز ويعتبر أصغر رئيس وزراء في تاريخ اليمن وحاصل على دكتوراه في الفلسفة ومحاضر في مناهج التصميم والتخطيط الإقليمي للعمارة ونظريات التصميم. استشاري مع هيئة تنمية وتطوير الجزر اليمنية ما بين عامي 2004 - 2005. أستاذ مساعد بكلية الهندسة جامعة ذمار. عمل في المجموعة الاستشارية في القاهرة في مجال التخطيط والعمران. شارك في مؤتمر الحوار الوطني الشامل الذي أقيم في صنعاء ومثل الشباب المستقل وانتخب رئيساً لفريق استقلالية الهيئات الوطنية والقضايا الخاصة. وكان له دور كبير في المشاركة في صياغة وثيقة مطالب الثورة التي عممت على كل ساحات الحرية والتغيير كما شارك مع عدد من الأكاديميين اليمنيين في الداخل والخارج في تأليف رؤية الشباب المستقل لليمن عام 2030 كرؤية شاملة نشرت في 2011.
عمل عضوا في لجنة التوفيق، ومقرر للجنة صياغة الدستور الجديد الذي تم صياغته بناء على مخرجات الحوار.
شارك في مشاورات بييل سويسرا ومشاورات الكويت.
تولى منصب وكيل وزارة الإنشاءات ثم وزيرا للإنشاءات.